# Curly Horse
Amerykański baszkirski kędzierzawy koń, także Curly horse,  Bashkir Curlie, American Bashkir Curlie, i North American Curly Horse – rasa, a właściwe grupa koni o różnej budowie i wielkości, które łączy specyficzna, kręcona sierść.

## Ogólna charakterystyka
Konie te znane są ze swojej spokojnej, inteligentnej i przyjaznej osobowości. Wykazują  łatwy do opanowania temperament. Znane są również z mocnej budowy i doskonałej wytrzymałości. Lubią przebywać w pobliżu ludzi.  Są bardzo inteligentne. Występują we wszystkich rozmiarach, kolorach i typach ciała, ale łączącą je cechą jest kręcona sierść. Porównuje się je do koni pierwotnych, ponieważ mają podobną rozbieżność, jeśli chodzi o różnice w budowie.

### Maść
Są najczęściej kasztanowe, ale można je znaleźć w każdym kolorze od gniadych, karych i siwych, przez maść tarantowatą po różne wzory srokatości i takie maści, jak myszata, czy cremello.

### Budowa

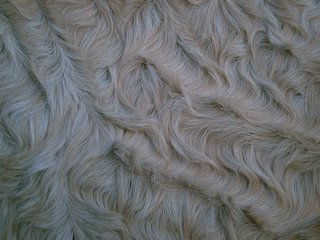
Zimowa okrywa sierści curly horse.

Curly horse ma charakterystyczny długi krok i odważny ruch. Mają twarde kopyta, mocne kości i są bardzo wytrzymałe. Większość z nich ma od 142 cm do 162cm rozdań, ale mogą się one wahać od wielkości typowych dla koni miniaturowych, po konie pociągowe.

## Sierść, grzywa i ogon
Wyjątkowy gen, dzięki którym curly mają swoje specyficzne, kręcone włosy (co jest najbardziej widoczne w zimowej okrywie) może być wyrażony minimalnie (koń wykazuje kręcone włosy w uszach, w pęcinach, w grzywie i w ogonie, nazywa się je straight curly), maksymalnie (sierść konia kręci się na całym ciele, zwierzę ma grzywę z dredami, ma kręcone rzęsy) i ekstremalne (bardzo ciasne, ekstremalne loki, ale podczas zmiany sierści na letnią mogą zupełnie łysieć). Lekka okrywa zwykle pokazuje delikatne fale na sierści zwierzęcia: loki pojawiają się główne zimą.
U niektórych koni loki mogą przybierać formę spirali (ang. ringlet). U innych będą to długie i miękkie fale (ang. Marcel wave). Zdarzają się także zwierzęta posiadające dużą ilość miękkich i gęstych loków (ang. crushed velvet).

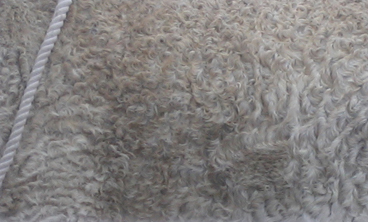
Zimowa okrywa sierści curly horse.

Ponieważ cecha ta może być przenoszona heterozygotycznie, niektóre konie wywodzące się bezpośrednio z tej linii nie mają kręconych włosów (nazywa się je smooth coat). Badania prof. Philipa Sponenberga z 1990 roku dowiodły, że gen KRT25 odpowiadający za kręcenie się włosa dominuje nad genem prostej sierści. Mutację tę oznaczono skrótem Crd. Obecnie poddawana diagnostyce jest tak zwana mutacja Cooka, którą prawdopodobnie posiadał koń Copper D, jeden z pierwszych czołowych ogierów tej rasy (który przekazał ją swojemu synowi). W tej linii nie wykryto mutacji Crd. Nie jest to ostatnia z wykrytych mutacji: mustangi sulphur także posiadają nieznaną na razie mutacje, związaną z ich bułaną maścią.
Opieka nad kręconymi włosami jest prosta. Większość osób decyduje się nie przeczesywać grzywy, ponieważ włosy tracą swój naturalny kształt. Grzywy są często przycinane, a ogony można czesać. Zdarza się, że wiosną hodowcy tych koni zbierają ich sierść Włosy są następnie przekazywane do ICHO Fibre Guild.
Konie z kręconą sierścią posiadają włos, który w przekroju ma okrągły, a nie spłaszczony kształt.

### Hipoalergiczna rasa
Zwierzęta te uważa się za jedyną hipoalergiczną rasę koni; większość osób uczulonych na konie może przebywać z Curly Horse, nie odczuwając żadnej reakcji alergicznej. Badania podobno wskazują, że we włosach tych koni nie występuje białko, które może być przyczyną reakcji alergicznych, ale te nigdy nie zostało oficjalnie opublikowane. Osoby zainteresowane tą rasą pracują nad finansowaniem dalszych badań na ten temat.
Badania Wolfganga Mitlethnera wykazały, że 90% osób z alergią na konie wykazywało minimalne objawy alergii, lub ich brak w towarzystwie koni o kędzierzawym włosie.

## Użytkowanie
Curly horse to rasa z odpowiednim ruchem, wytrzymałością i charakterem, który pozwala im osiągnąć sukcesy w zawodach. Konie te startowały już w wysokich klasach ujeżdżenia i skoków przez przeszkody. Są też dobrymi nauczycielami oraz wierzchowcami dla rekreacyjnych jeźdźców. To charakterystycznie spokojne konie o doskonałej kondycji, które świetnie sprawdzają się jako pierwsze wierzchowce.
Wykorzystywano je również do powożenia,  westernu i wyścigów. Nadają się także na towarzystwo dla innych koni.

## Historia

### Konie z kręconą sierścią

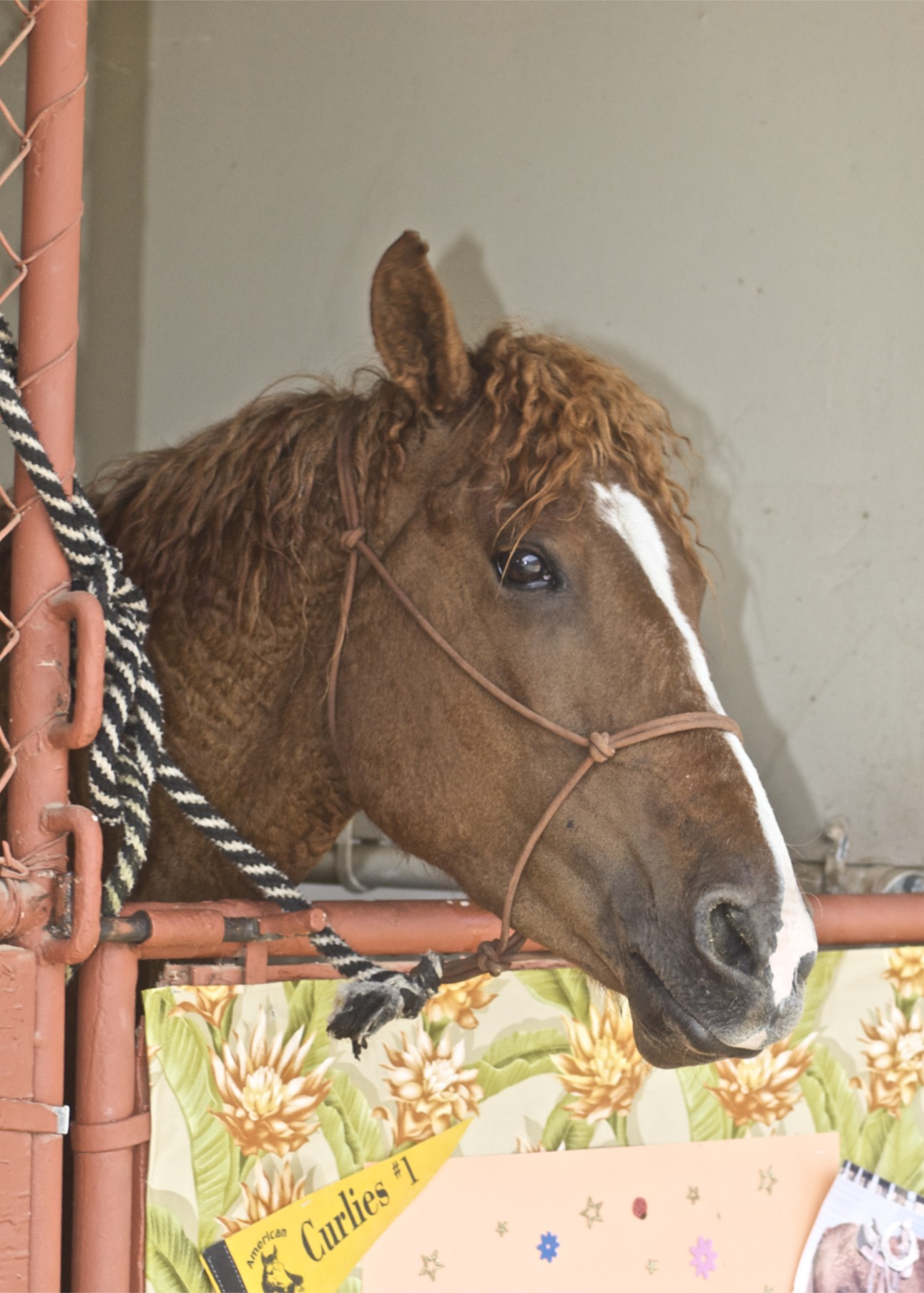
Koń bashkir curly.

Pierwsze informacje związane z końmi z kręconą sierścią pojawiły się już w starożytnych Chinach. W grobowcu Tang Taizong znaleziono podobizny koni. Jeden z nich, o izabelowatej, lub kasztanowatej maści posiadał kręconą sierść. Kolejne doniesienia dotyczące koni ze specyficzną sierścią pojawiły się w XVIII wieku. Richard Berenger w The History of Art of Horsemanship z 1771 opisuje konie z rosyjskich stepów, posiadające sierść przypominające mu jagnięce runo. W 1869 roku Karol Darwin napisał o koniach z Paragwaju o kręconej sierści w pracy The Variation of Animals and Plants under Domestication.
Konie z kręconą sierścią występowały także w Ameryce Północnej. Hodowali je rdzenni Amerykanie z plemion Wron i Dakotów.

### Początki hodowli
W 1931 roku rodzina Damele z Nevady zauważyła, że w stadzie dzikich mustangów w pobliskich górach znajduje się kilka osobników z kręconą sierścią. Zaczęto je odławiać i sprzedawać. Gdy rok później nadeszła sroga zima okazało się, że wiele dzikich koni ze zwykłą sierścią zginęło, a te, które posiadały kręcony włos, przeżyły. W związku z tym rodzina Damelersów postanowiła rozpocząć hodowlę tych zwierząt. Po kolejnej trudnej zimie w latach 1951/52, Damelowie zaczęli poważnie traktować hodowlę tych koni. Złapali wtedy swojego czołowego ogiera, dwuletniego kasztana. Nazywali go Copper D. Rodzina nie dbała o czystość rasy, a chcąc poprawić swoje konie, dodała do stada inną krew. Wśród ogierów kryjących znalazł się koń rasy morgan, Ruby Red King AMHR 26101 i koń czystej krwi arabskiej, Nevada Red AHR 18125. Te dwa ogiery spłodziły wiele potomstwa  i dziś są w setkach rodowodów Curly Horse.

## Organizacje
- The American Bashkir Curly Registry (ABCR) – stworzona w 1971 z zaledwie 21 końmi; w maju 2005 roku w spisie było zaledwie 4,000 koni rasy Bashkir Curlies na świecie, głównie w Północnej Ameryce. Są oryginalnym stałym rejestrem koni z kręconą sierścią i mają zamkniętą księgę stadną – do spisu mogą trafić tylko konie, których rodzice byli do niej wpisani[6].
- The International Curly Horse Organization (ICHO) – stworzona w 2000 i posiada ponad 800 zarejestrowanych koni. Konie w tym rejestrze nie są nazywane Bashkir Curlies. Chociaż śledzone są linie krwi (jeśli są dostępne), ICHO rejestruje konie oparte na widocznych kędzierzawych włosach, a nie na bazie krwi.
- Curly Sporthorse International (CSI) – organizacja rozpoczęła swoją działalność w 2003 roku w celu promowania sportowych koni typu Curly Horse, które są jednym z bardziej popularnych typów koni tego rodzaju. CSI zostało stworzone, aby wspierać właścicieli i hodowców Curly w ulepszaniu zasobów hodowlanych, promocji i marketingu. Rejestr jest także sponsorem nagród Horse of the Year i USDF All Breed Awards[7].
- Canadian Curly Horse Association (CCHA) – utworzona w 1993 roku. Grupa skupia się na wydarzeniach społecznościowych i szerzeniu wiedzy o Curly Horse.